# Виборчий округ 101
Виборчий округ 101 — виборчий округ в Кіровоградській області. В сучасному вигляді був утворений 28 квітня 2012 постановою ЦВК №82 (до цього моменту існувала інша система виборчих округів). Окружна виборча комісія цього округу розташовується в Голованівському будинку культури за адресою смт. Голованівськ, вул. Суворова, 3.
До складу округу входять Благовіщенський, Гайворонський, Голованівський, Маловисківський, Новоархангельський і Новомиргородський райони. Виборчий округ 101 межує з округом 200 на північному заході, з округом 196 на півночі, з округом 198 на північному сході, з округом 102 на сході, з округом 100 на південному сході і на півдні, з округом 132 і округом 137 на південному заході та з округом 17 на заході. Виборчий округ №101 складається з виборчих дільниць під номерами 350065-350129, 350322-350363, 350386-350387, 350389-350432, 350434-350456 та 350669-350693.

## Народні депутати від округу
| Ім'я                             | Фото | Партія          | Скликання | Дата набуття повноважень | Дата припинення повноважень |
| -------------------------------- | ---- | --------------- | --------- | ------------------------ | --------------------------- |
| Грушевський Віталій Анатолійович |      | Партія регіонів | 7-ме      | 12 грудня 2012           | 27 листопада 2014           |
| Поплавський Михайло Михайлович   |      | самовисуванець  | 8-ме      | 27 листопада 2014        | 29 серпня 2019              |
| Кузбит Юрій Михайлович           |      | Слуга народу    | 9-те      | 29 серпня 2019           |                             |

## Результати виборів

### Парламентські

#### 2019
Кандидати-мажоритарники:
- Кузбит Юрій Михайлович (Слуга народу)
- Поляков Максим Анатолійович (самовисування)
- Кравченко Юрій Григорович (Батьківщина)
- Флоря Андрій Володимирович (самовисування)
- Гуцул Вадим Володимирович (самовисування)
- Сікорський Володимир Степанович (Опозиційна платформа — За життя)
- Тімуш Роман Сергійович (Радикальна партія)
- Садіков Дмитро Юрійович (Свобода)
- Опаленко Дмитро Анатолійович (самовисування)
- Зеленюк Геннадій Леонідович (самовисування)
- Жовноватюк Олексій Миколайович (самовисування)
- Савранчук Сергій Леонідович (самовисування)
- Цибулько Олександр Юрійович (самовисування)
- Шевчук Артем Сергійович (самовисування)
- Стаценко Марина Анатоліївна (Опозиційний блок)
- Ярош Павло Геннадійович (самовисування)
- Коверзнєва Катерина Вікторівна (самовисування)
- Меленевський Дмитро Едуардович (самовисування)
- Товкіс Олексій Леонідович (самовисування)

#### 2014
Кандидати-мажоритарники:
- Поплавський Михайло Михайлович (самовисування)
- Голімбієвський Олег Дмитрович (Блок Петра Порошенка)
- Соловчук Євген Вікторович (Народний фронт)
- Грушевський Віталій Анатолійович (самовисування)
- Кондратюк Віктор Станіславович (самовисування)
- Гульдас Юрій Леонідович (самовисування)
- Бевзенко Михайло Валентинович (Радикальна партія)
- Добрянський Ігор Анатолійович (Батьківщина)
- Литвин Юрій Олексійович (самовисування)
- Флоря Андрій Володимирович (самовисування)
- Грицюк Віктор Вікторович (самовисування)
- Махинько Віталій Васильович (самовисування)
- Тененика Олександр Миколайович (Зелена планета)
- Рижков Олександр Борисович (Сильна Україна)
- Федченко Микола Сергійович (самовисування)

#### 2012
Кандидати-мажоритарники:
- Грушевський Віталій Анатолійович (Партія регіонів)
- Чорноіваненко Олександр Анатолійович (Батьківщина)
- Супрун Людмила Павлівна (самовисування)
- Діденко Олег Валентинович (УДАР)
- Литвин Юрій Олексійович (Народна партія)
- Сухін Юрій Михайлович (Радикальна партія)
- Дем'янчук Вікторія Олександрівна (Комуністична партія України)
- Кропівка Анатолій Федосійович (самовисування)
- Колючий Володимир Данилович (Наша Україна)
- Маральов Юрій Васильович (самовисування)
- Ролінський Володимир Іванович (Конгрес українських націоналістів)

## Явка
Явка виборців на окрузі: